# Vincetoxicum minus
Vincetoxicum minus là một loài thực vật có hoa trong họ La bố ma. Loài này được Walp. miêu tả khoa học đầu tiên năm 1847.